# Mas d'en Blai (Cambrils)
El Mas d'en Blai és una masia de Cambrils (Baix Camp) inclosa a l'Inventari del Patrimoni Arquitectònic de Catalunya.

## Descripció
És un mas molt transformat, amb una torre de defensa exempta. Aquesta, té uns quatre pisos d'altura, a més d'una planta baixa oberta modernament. La porta antigament estava, com és corrent en aquest tipus de monument, alçada en relació al nivell exterior. Encara resten testimonis del peu d'aquesta porta alçada, la qual ha estat tapiada i se n'ha obert una de nova, a peu pla, a la cara de la torre que mira al Parc Samà, la qual ha estat bastida amb rajoles d'obra. Té obertures a la cara de la porta a peu pla i a la que dona davant el mas. Presenta quatre matacans, un a cada costat de la torre, bastits amb rajoles d'obra, en forma doble. La torre, de planta gairebé quadrada, és de paredat, sense poder-se apreciar més detalls donat que tota la superfície ha estat coberta amb un arrebossat molt poc estètic.

## Història
La torre de defensa és del segle xvi, de l'època de les incursions dels pirates berberiscs a la costa del Camp. Modernament, formà part, junt amb el mas, de la gran finca i parc vedat de Samà. Actualment habiten el mas masovers, dedicats a l'agricultura i la criança d'aus de corral. Molt a prop de la torre hi passa el camí vell de Mont-roig a Vinyols. El mas i la torre estan situats entre el barranc de Segures i el de Gener. A ponent hi ha el mas de Sant Rafel, o dels Teixells (antic terme).